# Bande-annonce
Pour les articles homonymes, voir bande, annonce et teaser.
Au cinéma, à la télévision et, plus généralement, dans l'audiovisuel, une bande-annonce (au pluriel « bandes-annonces ») est un film publicitaire court dont le but est de promouvoir un film ou toute autre production audiovisuelle (téléfilm, série télévisée, etc.).
Une bande-annonce est parfois désignée par les termes anglais « teaser » ou « trailer ». Dans le monde des professionnels du cinéma, on utilise plutôt le terme film-annonce (abrégé FA).

## Définition
La bande-annonce se compose d'une série de plans choisis dans le film annoncé. Son objectif est d'inciter le public à aller voir le film ; ces extraits sont habituellement choisis et montés à partir des séquences les plus passionnantes, drôles, ou remarquables du film, mais sous une forme abrégée. Une voix off peut servir de liant et de commentaire, expliquant et résumant le film, qui peut se terminer par « sortie en salle le ... ».
Au cinéma, précédant la diffusion de la bande-annonce, existe un teaser, très court, suivi par la suite, quelques semaines ou quelques mois plus tard, d'une véritable bande-annonce comprenant plus d'éléments du film. C'est par exemple ce qui a été le cas pour Millénium : Les Hommes qui n'aimaient pas les femmes de David Fincher qui a connu d'abord un teaser uniquement musical, sur une musique de Led Zeppelin, suivi d'un film-annonce plus classique et plus « explicatif ».
Il est courant que les grandes productions américaines fassent réaliser plusieurs bandes-annonces destinées à des publics différents, selon le lieu où ils vivent, leur classe d'âge. Elles pourront par exemple être diffusées à des moments différents à la télévision pour toucher diverses parties du public.
Une bande-annonce de film peut être diffusée sur internet ainsi qu'à la télévision, dans des programmes spéciaux ou parmi les publicités.
Il existe aussi des bandes-annonces à la télévision pour annoncer les programmes diffusés prochainement, ainsi que des bandes-annonces pour certains spectacles de théâtre ou de jeux vidéo.

## Historique
On trouve des bandes-annonces presque dès les débuts du cinéma, il en existe notamment avant la Première Guerre mondiale pour des films de Charlie Chaplin.

## Fabrication
Aux États-Unis, le travail sur les bandes-annonces des films les plus importants commence parfois avant le tournage, à partir du scénario et des personnages. Les films annonce sont différents selon le support pour lequel ils sont créés : passage au cinéma, campagne télévisée pour lesquels les films sont plus courts et « agressifs » ou pour internet.
En 2002, le journal Libération note que les bandes-annonces des films américains sont souvent basées sur le même schéma : « quelques plans rapides pour situer l'ambiance, un résumé plus ou moins linéaire de l'action avec le soutien d'une voix off (ou de « cartons » explicatifs) et un montage quasi stroboscopique », ce qui permet qu'en deux minutes l'essentiel soit compris par le spectateur.
Mark Woolen, un réalisateur de bandes-annonces américain (environ 75 par an) raconte en 2014 que sa méthode pour faire une bande-annonce est de partir du film et de la première impression qu'il lui fait en tant que spectateur. Il effectue ensuite une sélection de scènes qui contiennent les éléments importants de la narration, ainsi que des répliques importantes pour donner une structure à son film. Il réduit ensuite progressivement ce montage pour qu'il ne fasse plus que deux minutes. Ce travail est à chaque fois différent car il doit être adapté au long métrage.
Benedict Coulter, autre réalisateur de bandes-annonces, interrogé en 2002 explique qu'une fois la bande-annonce réalisée elle est présentée au studio puis testée sur des spectateurs. Elle peut être modifiée après ces tests pour plaire plus à certains publics. Afin que le film touche ce qu'il nomme « [l']Amérique profonde » il faut souvent rendre le film-annonce[Quoi ?] très explicatif, le grand public semblant apprécier de savoir de quoi parle exactement le long métrage.
Le réalisateur du long métrage est consulté, mais ceux qui fabriquent les films-annonce estiment en général qu'il faut un « œil neuf » pour y travailler, aussi bien aux États-Unis qu'en France.
La difficulté est de respecter le film tout en donnant envie qu'il soit vu. Certains réalisateurs peuvent se sentir trahis par la bande-annonce de leur film, qui ne va parler que de certains aspects de l'œuvre pour en négliger d'autres afin de mieux la vendre. Mais le simple fait de réduire le film qu'ils ont réalisé à un film annonce peut déjà être ressenti comme quelque chose de très violent.
Si certaines bandes-annonces ont pu par le passé montrer d'une manière originale certains films, il semble que dans le milieu des années 2010, en France, il y ait une uniformisation, en particulier sur les films grand public ; les distributeurs de films inciteraient à prendre moins de risques.

## Bandes-annonces célèbres
- Psychose (Alfred Hitchcock, 1960) : On y voit le réalisateur présenter les lieux du crime, comme s'il s'agissait d'une publicité touristique.
- Le Mépris de Jean-Luc Godard : une énumération de mots sur les images du film qui se termine par « fatale[8]. »
- La bande-annonce de Femme fatale montre l'intégralité du film en accéléré et termine par ces mots : « Vous n'avez pas tout saisi ? Recommencez[8] ! »
- H2G2 : le Guide du voyageur galactique (Garth Jennings d'après Douglas Adams, 2005), parodie d'une bande-annonce usuelle.

Les bandes-annonces utilisant la voix de l'acteur Don LaFontaine sont particulièrement connues aux États-Unis. Cet acteur, qui a débuté dans les années 1960 a fait de multiples voix off sur des bandes-annonces qui commencent par les mots « In a world… » (« Dans un monde… »)